# Maalstede (Kapelle)
Maalstede was een kasteel in het Nederlandse dorp Kapelle, provincie Zeeland. Het voormalige kasteelterrein is een rijksmonument.

## Herkomst van de naam
De naam Maalstede verwijst naar een gerechtsplaats: een plaats (‘stede’) waar een rechtsgeding van de schepenbank (‘maal’ of ‘mallus’) werd gehouden. Het kasteel en de familie Van Maalstede zouden dan naar deze gerechtsplaats zijn genoemd. De familie Van Maalstede leverde ambachtsheren van Zuid-Beveland en mogelijk diende Maalstede als de locatie waar zij recht spraken.

## Geschiedenis

### Mottekasteel
Het eerste kasteel is waarschijnlijk rond 1200 gebouwd door Wolfert, heer van Maalstede. Dit kasteel stond op een omgrachte heuvel, met ernaast een eveneens omgrachte voorburcht. Bij het mottekasteel hoorde een kapel die ‘Capelle ter Maelstede’ werd genoemd. In de eerste helft van de 13e eeuw is deze kapel tot parochiekerk verheven. De kapel zou uiteindelijk het dorp Kapelle zijn naam geven.
De eigenaren van het kasteel waren afkomstig uit het geslacht Van Maalstede. Dit geslacht kwam oorspronkelijk uit Vlaanderen maar kreeg vanaf de 12e eeuw belangrijke functies in Zuid-Beveland. Ook waren ze actief in de omgeving van Hulst en bezaten daar een kasteel Maalstede.
Eind 13e eeuw is het mottekasteel waarschijnlijk verwoest in de strijd tussen de graafschappen Holland en Vlaanderen.

### Herbouw
Begin 14e eeuw werd het kasteel herbouwd. Dit gebeurde niet op de plek van het verwoeste mottekasteel, maar aan de andere zijde van de oude voorburcht.
In 1448 overleed Wolfert van Maalstede, waardoor het kasteel in eigendom kwam van de aangetrouwde familie Van Bruëlis. Deze familie woonde op het kasteel Bruëlis, dat zij rond 1350 op slechts 400 meter afstand van kasteel Maalstede hadden gebouwd.
In 1509 kreeg de familie Van Cats het kasteel Maalstede in bezit. Zij werden opgevolgd door de families Sandelin, Tuyll van Serooskerken, Schaep van den Dam en Van Wassenaer tot Katwijck. Nadat Frederik Hendrik van Wassenaer in 1771 was overleden, verviel Maalstede tot een ruïne.
De laatste restanten van Maalstede zijn waarschijnlijk rond 1810 afgebroken.

## Beschrijving

### Mottekasteel
Het eerste kasteel is rond 1200 gebouwd als een ronde motte met een doorsnee van 45 meter en een hoogte van 12 meter. Op de motte stond een bakstenen woontoren. Rondom de motte lag een brede gracht. De voorburcht was ongeveer 36 bij 54 meter groot en was eveneens omgracht. Tussen de motte en de voorburcht was een houten brug gebouwd. Op de voorburcht stond een poortgebouw uit de 13e/14e eeuw.
Uit onderzoek is gebleken dat er op de plek van de voorburcht al in de 11e eeuw sprake was van bewoning op terpachtige ophogingen.
Het kasteel is waarschijnlijk eind 13e eeuw verwoest in de strijd tussen Holland en Vlaanderen. De motte is begin 20e eeuw verwijderd. Op de kasteellocatie is een woonwijk gebouwd.

### Het herbouwde Maalstede
In de 14e eeuw werd aan de westzijde van de oude voorburcht een nieuw kasteel gebouwd. Dit slot kreeg een afmeting van ongeveer 30 bij 33 meter. De twee meter diepe slotgracht was 12,5 tot 15 meter breed. De voorburcht werd uitgebreid.
Tekeningen uit de 17e en 18e eeuw tonen een vierkant, omgracht complex. Rondom een binnenplaats lag aan de noord-, west- en oostzijde de bebouwing. De noordvleugel had op de noordwesthoek een hoog bouwdeel met trapgevels. Op de zuidwesthoek van de burcht stond een ronde toren. De binnenplaats was verder geheel ommuurd. De toegangsbrug - eerst van hout, vanaf de 17e eeuw van baksteen - bevond zich in de zuidmuur. Opvallend is de zwakke zuidoosthoek van het kasteel: de muur was hier vrij smal. Wellicht was hier oorspronkelijk een toren gepland die uiteindelijk nooit is gerealiseerd.
Rondom het kasteel lagen tuinen, waarvan de oudst bekende al uit eind 16e eeuw dateerden.
Nadat het kasteel in de tweede helft van de 18e eeuw in verval was geraakt, bleef de ronde toren aanvankelijk nog onderdeel van het landschapspark. Rond 1810 zijn de laatste restanten van Maalstede waarschijnlijk geruimd.
De kasteellocatie is een rijksmonument. De slotgracht is nog aanwezig en enkele contouren van het kasteel zijn opgemetseld.
Aan de oostzijde van het kasteelterrein lag een grafveld dat dateert uit de 11e eeuw.
Aldegonde · Kasteel van Axel · Baarland · Baarsdorp · Barbestein · Biervliet · Bieweg · Blodenburg · Huis der Boede · Brijdorpe · Bruëlis · 't Burchtje · Burggravensteen · Buttinge · Coxijde · Crayenstein · Duinbeek · Duivelsberg · Ellewoutsdijk · Filippenburg · Geersdijk · Gistellis · Gravenhof · Slot Haamstede · Kasteel Hellenburg · Herkestein · Heuvelsweg · Hoge Huis · Ter Hooge · Hoogkamer · Kats · Kind van Trente · Kleverskerke · Kortgene · Kreke · Kruiningen · Laterdale · Lodijke · Maalstede (Hulst) · Maalstede (Kapelle) · Magdalon · Hof Ter Moere · Moermond · Te Mortiere · Muiden · Hof ter Nisse (Nisse) · Hof ter Nisse (Ossenisse) · Oostende · Oostende (Goes) · Oosterstein · Poelvoorde · Poortvliet · Popkensburg · De Pottere · Poucques · Pronkenburg · Ravenstein · Saeftingher Slot · Kasteel van Sint-Maartensdijk · Schengen · Sluis · Smallegange · Stavenisse · Tolhuis van Iersekeroord · Huus ter Tolne · Torenberg · Torenhoeve · Toren van Bourgondië · Troye · Valkenisse · Vinninghen · Vlissingen · Voorhoute · Waarde · Watervliet · Weldamme · Welland · Huis te Werf · Te Werve · Westenschouwen · Westhove · Westkerke · Windenburg · Zandenburg · Zwanenburg